# Paper Money
Pour les articles homonymes, voir Paper money.
Albums de Montrose
Montrose
(1973) Warner Bros. Presents... Montrose!
(1975)
Paper Money, paru en 1974, est le deuxième album studio de Montrose.

## L'album
Paper Money est le deuxième album studio du groupe de hard rock américain Montrose, sorti le 11 octobre 1974 chez Warner Bros. Records. Il a été produit par Ted Templeman et est le dernier album du groupe avec le chanteur original Sammy Hagar. Il marque l'arrivée du nouveau bassiste Alan Fitzgerald, en remplacement du bassiste d'origine Bill Church.
À l'exception des deux premiers titres, toutes les compositions sont de Ronnie Montrose.

## Musiciens
Sammy Hagar : voix

Ronnie Montrose : guitare

Alan Fitzgerald : basse

Denny Carmassi : batterie

## Les titres
1. Underground - 3 min 33 s
2. Connection - 5 min 42 s
3. The Dreamer - 4 min 05 s
4. Starliner - 3 min 36 s
5. I've Got the Fire - 3 min 06 s
6. Spaceage Sacrifice - 4 min 55 s
7. We're Going Home - 4 min 52 s
8. Paper Money - 5 min 01 s

## Informations sur le contenu de l'album
- Mark Jordan joue du piano sur Connection.
- Nick DeCaro joue du mellotron sur We're Going Home.
- Connection, I Got the Fire et Paper Money sont également sortis en singles.
- Underground est une reprise de Chunky, Novi & Ernie de 1973.
- Connection est une reprise des Rolling Stones (de l'album Between the Buttons de 1967).
- I Got The Fire a été reprise par Iron Maiden en 1983, sur la face B sur single 45-T Flight of Icarus.